# Кельмаксола
Кельмаксо́ла (рос. Кельмаксола, марій. Кельмаксола) — присілок у складі Совєтського району Марій Ел, Росія. Входить до складу Кужмаринського сільського поселення.

## Населення
Населення — 349 осіб (2010; 318 у 2002).
Національний склад (станом на 2002 рік):
- марі — 99 %